# Cyclocarpa stellaris
Cyclocarpa stellaris är en ärtväxtart som beskrevs av John Gilbert Baker. Cyclocarpa stellaris ingår i släktet Cyclocarpa, och familjen ärtväxter. Inga underarter finns listade i Catalogue of Life.